# Dedesdorf-Eidewarden
Dedesdorf-Eidewarden (niederdeutsch Deesdorp-Eidewarden) ist eine 2016 zusammengeschlossene Ortschaft in der Einheitsgemeinde Loxstedt im niedersächsischen Landkreis Cuxhaven. Zur Ortschaft gehört auch die Siedlung Oldendorf.

## Geografie

### Lage
Dedesdorf-Eidewarden befindet sich an der Weser und liegt in der Gemarkung Landwürden. Es wird durch reetgedeckte Häuser und die umgebende Marschlandschaft geprägt. Durch den Ort verlaufen die Landesstraßen L 121 und L 143. Die L 121 ermöglicht eine Verbindung in Richtung Bremerhaven.

### Ortsgliederung
- Dedesdorf
- Eidewarden
- Oldendorf

### Nachbarorte
|  | Overwarfe                                   |                     |
|  | Kompassrose, die auf Nachbargemeinden zeigt | Wiemsdorf Maihausen |
|  | Büttel                                      |                     |

## Geschichte
Am 1. Januar 1936 ist die Gemeinde Dedesdorf mit den Bauerschaften und Dörfern Buttel, Dorf Dedesdorf, Eidewarden, Maihausen, Overwarfe, Ueterlande und Wiemsdorf in die Gemeinde Landwürden umbenannt worden.

### Dedesdorf-Eidewarden im Nationalsozialismus
1938 wurden die im Dorf ansässigen Juden, der Schlachter Theodor Rosenberg (* 1872 in Eidewarden; † 11. August 1938 KZ Oranienburg) und sein Bruder, der Viehhändler Hugo Rosenberg, mit seiner Frau Eva, ins KZ Oranienburg verschleppt. Theodor kam im KZ ums Leben; sein Bruder verübte dort Selbstmord. Geschäft, Haus und Hof wurden über Zwangsverkauf an „gute Nazis“ übergeben. Theodors Witwe Helene zog nach Lemgo zu ihren Kindern Herta, geb. Rosenberg (* 6. Mai 1901 in Eidewarden) und Walter Frenkel, die 1944 im KZ Auschwitz umkamen.

### Nach 1945
Die beiden Dörfer Dedesdorf und Eidewarden verfügten über jeweils einen Ortsvorsteher und teilten sich ein Gemeinschaftshaus mit Jugendraum und einen Sportplatz. Am 1. November 2016 wurden die Ortschaften Dedesdorf und Eidewarden zur Ortschaft Dedesdorf-Eidewarden zusammengelegt. Für die zusammengelegte Ortschaft Dedesdorf-Eidewarden wurde ab 2016 nur noch ein Ortsvorsteher nach den Bestimmungen des Niedersächsischen Kommunalverfassungsgesetzes bestimmt.
In der Straße Am Markthamm klärt eine Informationstafel über die Geschichte der Umgebung auf.

### Eingemeindungen
Die beiden Dörfer Dedesdorf und Eidewarden waren bis zur Gebietsreform in Niedersachsen, die am 1. März 1974 stattfand, Teile der Gemeinde Landwürden im Landkreis Wesermarsch. Danach waren sie Ortschaften in der Einheitsgemeinde Loxstedt.

### Einwohnerentwicklung
Gemeinde Dedesdorf (ab 1936 unter dem Namen Landwürden)
mit den oben genannten umfassten Bauerschaften
| Jahr      | 1910  | 1933  | 1939  | 1950   | 1956   | 1961   | 1970   | 1973   |
| --------- | ----- | ----- | ----- | ------ | ------ | ------ | ------ | ------ |
| Einwohner | 1402  | 1376  | 1472  | 2415   | 2114   | 1984   | 1830   | 1794   |
| Quelle    | [ 9 ] | [ 3 ] | [ 3 ] | [ 10 ] | [ 10 ] | [ 11 ] | [ 11 ] | [ 12 ] |

Ortschaften Dedesdorf und Eidewarden (1925–2014)
| Jahr                 | 1925  | 2010   | 2014   |
| -------------------- | ----- | ------ | ------ |
| Einwohner Dedesdorf0 | 142   | 211    | 192    |
| Einwohner Eidewarden | –     | 387    | 363    |
| Quelle               | [ 3 ] | [ 13 ] | [ 14 ] |

Ortschaft Dedesdorf-Eidewarden (2015–2021)
| Jahr      | 2015   | 2020   | 2021   |
| --------- | ------ | ------ | ------ |
| Einwohner | 516    | 550    | 593    |
| Quelle    | [ 14 ] | [ 15 ] | [ 15 ] |

## Politik

### Gemeinderat und Bürgermeister
Auf kommunaler Ebene wird die Ortschaft Dedesdorf-Eidewarden vom Loxstedter Gemeinderat vertreten.

### Ortsvorsteher
Der Ortsvorsteher von Dedesdorf-Eidewarden ist Holger Onken (SPD). Die Amtszeit läuft von 2021 bis 2026.

### Wappen
Das Kommunalwappen der zusammengeschlossenen Orte Dedesdorf und Eidewarden wurde von dem Bürgerverein Dedesdorf-Eidewarden von 1958 e. V. entworfen. Das Wappen wurde der Öffentlichkeit zum 860. Dedesdorfer Markt im August 2009 erstmals präsentiert.
| Wappen von Dedesdorf-Eidewarden | Blasonierung: „Schild gespalten, vorn in Blau der heilige Laurentius im silbernen Gewand, in der Rechten einen Rost haltend, in der Linken ein aufgeschlagenes Buch und eine Lilie, oben rechts und links je ein schwebender achtstrahliger silberner Stern; hinten in Rot, oben vier schwarze Wellenlinien überhöht von einem schrägrechtsgestellten silbernen Spaten, der links und rechts von je einem schwarzen Kleeblatt beseitet wird, unten eine schwarzbedachte silberne Windmühle.“ |
| Wappen von Dedesdorf-Eidewarden | Wappenbegründung: Der im blauen Wappenteil dargestellte Heilige Laurentius im silbernen Gewand ist dem Wappen der ehemaligen Gemeinde Landwürden entlehnt. Er ist der Schutzheilige der Kirche zu Dedesdorf. Im roten Wappenteil stehen oben die Wellenlinien für den Weserstrom, der Spaten und die Kleeblätter für die Fruchtbarkeit des Marschenlandes. Unten ist die Windmühle von Dedesdorf zu sehen, die es dort schon seit 1876 gibt.                                                 |

## Kultur und Sehenswürdigkeiten

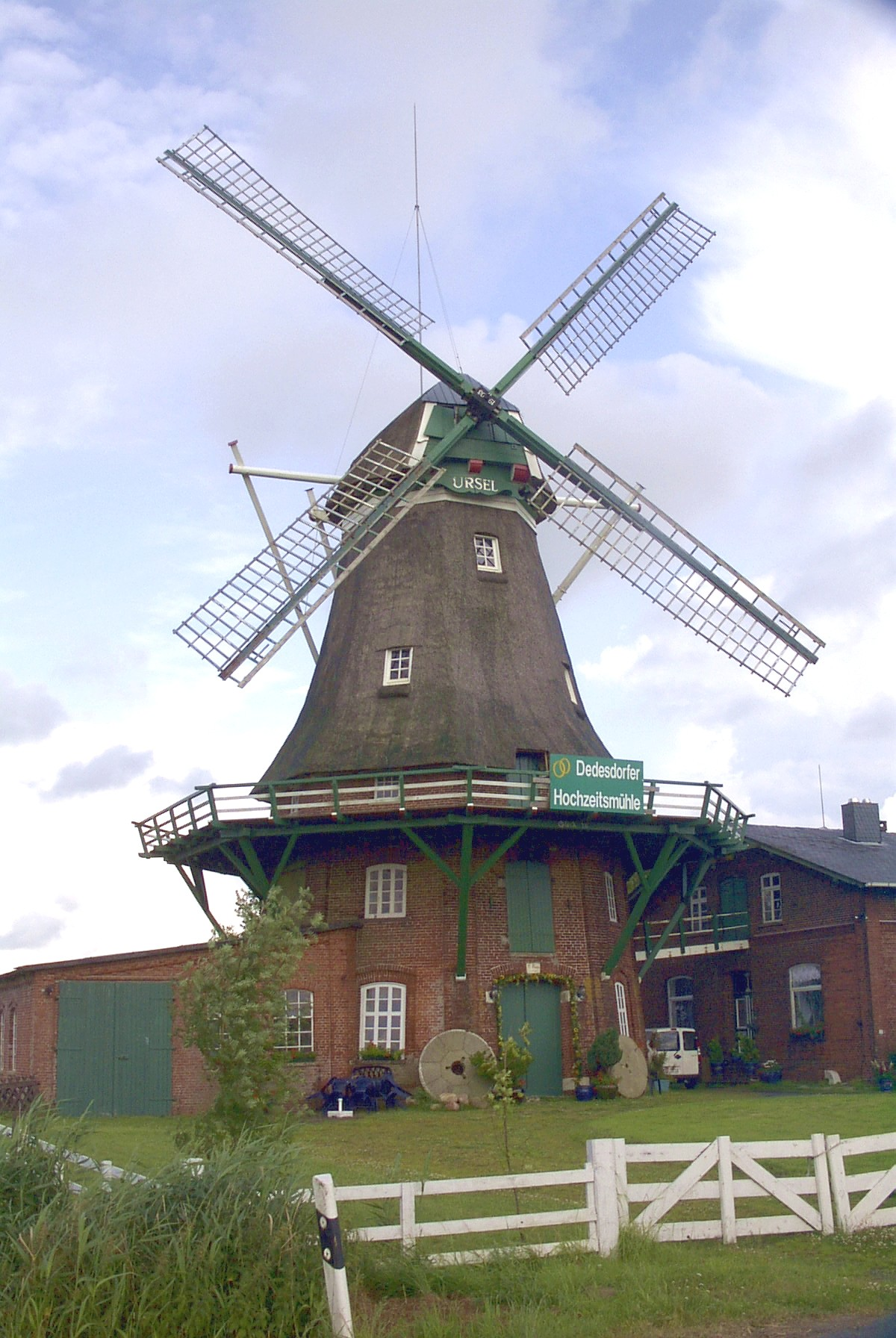
Windmühle Dedesdorf als Galerieholländer – Hochzeitsmühle Ursel

### Bauwerke
- Ev. Dorfkirche Sankt Laurentius, im Kern gotischer Backsteinbau aus dem späten 13. Jahrhundert, im 18. Jh. erweitert und stark umgestaltet, beherbergt eine Arp-Schnitger-Orgel, an altem Mauerwerks wurden mehrere spätgotische Fresken entdeckt
- Windmühle Dedesdorf von 1847 als Galerieholländer in Oldendorf, auch Außenstelle des Standesamtes Loxstedt als Hochzeitsmühle Ursel, auf alten Mühlengrundstück einer abgerissenen Bockwindmühle[18]
- Wohn- und Wirtschaftsgebäude Fährstraße 14a von um 1860
- Zollhaus Amtsstraße 3 von 1813

### Regelmäßige Veranstaltungen
- Der Ort ist insbesondere durch den Dedesdorfer Markt überregional bekannt

## Verkehr
Die VBN-Buslinie 580 verbindet Dedesdorf-Eidewarden mit anderen Teilen Landwürdens und mit Bremerhaven. Diese Linie wurde bereits 1925 von der Reichspost eingerichtet. Darüber hinaus führen einzelne Fahrten und ein Anruf-Sammel-Taxi (AST) an allen Tagen der Woche (auch Schulferien) nach Loxstedt und Bremerhaven. Bis 2004 gab es eine örtliche Fährverbindung nach Kleinensiel, die durch den nahegelegenen Wesertunnel ersetzt wurde. Der Fähranleger wurde zu einem Sportboothafen umgebaut. Zunächst gab es eine Busanbindung (Linie 440) mit einer Haltestelle in Dedesdorf. Die Linie führte via Wesertunnel nach Rodenkirchen. Damit wurde Fußgängern und Radfahrern die Weserquerung ermöglicht.

## Persönlichkeiten

### Söhne und Töchter des Ortes
- Christian Friedrich Rudolph Rüder (1809–1890), Advokat, Redakteur, Schriftsteller und Polizeidirektor
- Marie Dorothea Ahlmann, geborene Hundewandt (1817–1904), Mutter des dänischen Kaufmanns und Fabrikanten Johannes Ahlmann
- Hermann Schmidt (1851–1921), Politiker, Mitglied des Preußischen Herrenhauses, Jurist,  Oberbürgermeister von Erfurt

### Personen, die mit dem Ort in Verbindung stehen
- Eilert Köhler (1710–1751), Orgelbauer, er ergänzte das Pedalwerk der Schnitger-Orgel in der St.-Laurentius-Kirche in Dedesdorf (1742–1745)
- Gerhard Janssen Schmid (1770–1845), Orgelbauer, er ersetzte in der Schnitger-Orgel 1838 ein Register im Pedal und legte eine gleichstufige Stimmung an
- Johann Hundewandt (1782–1838), Großvater des dänischen Kaufmanns und Fabrikanten Johannes Ahlmann, besaß einen Hof in Dedesdorf
- Franz Ludwig Anton Kelp (1809–1891), Arzt und Psychiater, er ließ sich 1833 in Dedesdorf als Praktischer Arzt nieder
- Otto Wilhelm August Schreiber (1884–1967), Reeder, er pachtete 1937 die Weserfähre von Dedesdorf nach Kleinensiel
- Karla Raveh (1927–2017), Überlebende des Holocaust und Autorin; sie war Enkelin des im KZ Oranienburg umgekommenen Theodor Rosenberg (1872–1938) aus Eidewarden